# خاندان شیبا
خاندان شیبا (به ژاپنی: 斯波氏 Shiba-shi) یکی از خاندان های ژاپنی بود. پایگاه این خاندان ولایت موتسو بود. 